# Нигеро-конголезские языки
Ни́геро-конголе́зские (нигеро-кордофанские, конго-кордофанские) языки представляют собой макросемью, объединяющую большую часть языков Африки от Сенегала до ЮАР. Основной характерной чертой языков этой макросемьи является наличие именных классов, а также особенности фонетики.
По последним оценкам включает около 10 групп, причём наименее вероятно родство кордофанских языков с остальными группами. В них в свою очередь выделяется ядро вольта-конголезских языков (включающее семьи догонскую, кру, гур, адамава-убангийскую, ква, бенуэ-конголезскую) и следующие группы, каждая из которых с меньшей вероятностью родственна предыдущим группам и ядру: иджоидная, атлантическая и манде.
В англоязычной литературе с 1989 г. принято называть эту макросемью Niger-Congo, а то, что остаётся после исключения кордофанских языков — Mande-(Atlantic-)Congo. Раньше употреблялось название нигеро-кордофанские (или конго-кордофанские) языки.

Распространение макросемей и некоторых крупнейших языков на территории Африки

## Основные языки
32 наиболее многочисленных этнических группы нигеро-конголезской семьи:

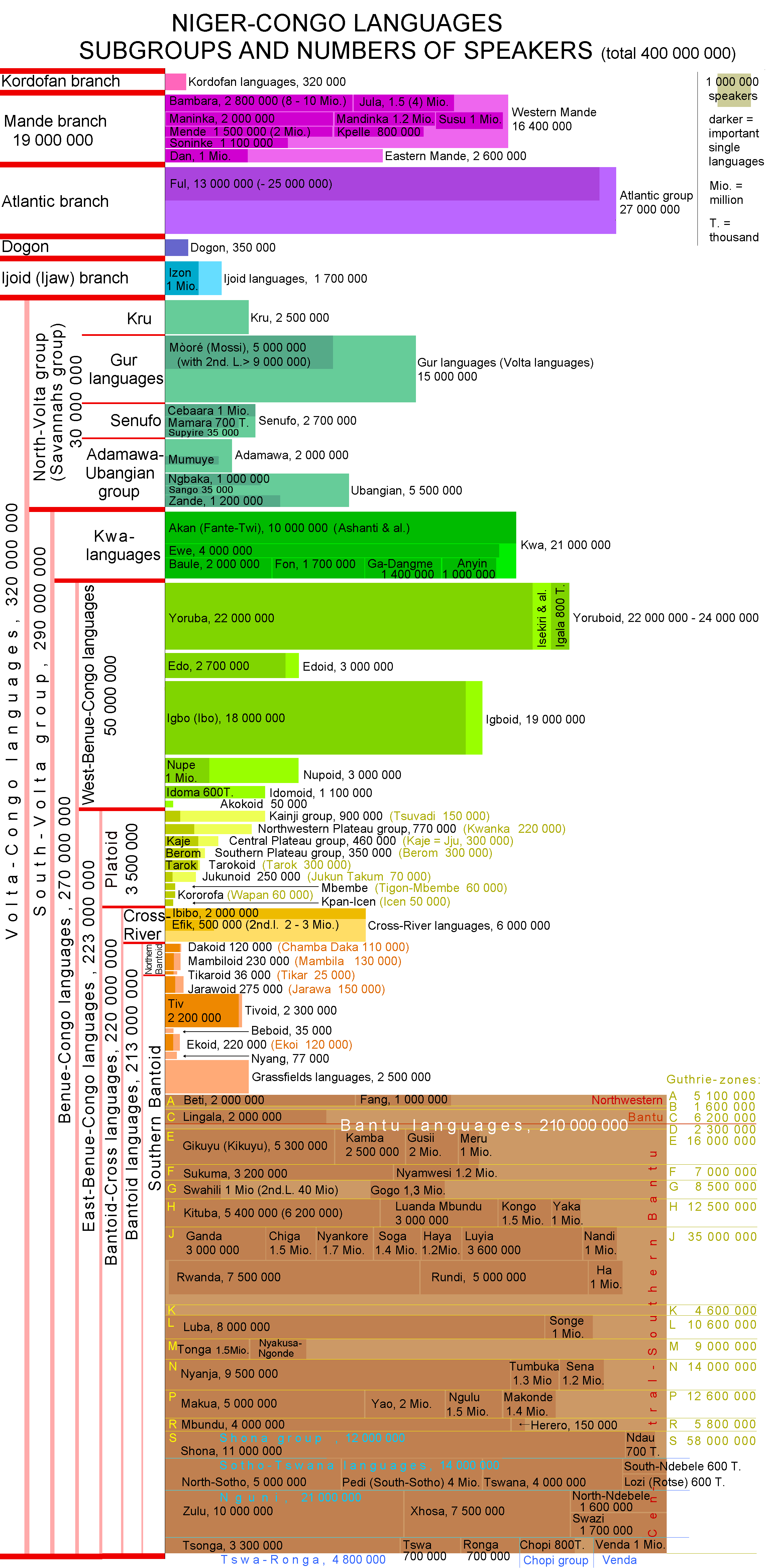
Схема нигеро-конголезских языков с указанием числа носителей

| №  | этнос                          | численность, тыс. чел. | % в семье языков | государства                                                                               |
| -- | ------------------------------ | ---------------------- | ---------------- | ----------------------------------------------------------------------------------------- |
| 1  | Йоруба                         | 22000                  |                  | Нигерия, Бенин                                                                            |
| 2  | Игбо                           | 18000                  |                  | Нигерия                                                                                   |
| 3  | Руанда (ньяруанда)             | 9540                   | 5,76             | Руанда (56,1 %), Конго (Заир) (33,5 %), Уганда (8,9 %), Бурунди (1,1 %)                   |
| 4  | Макуа                          | 7750                   | 4,68             | Мозамбик (81,3 %), Малави (15,2 %), Танзания (2,8 %)                                      |
| 5  | Конго, йембе, яка              | 7600                   | 4,58             | Конго (Заир) (65,8 %), Ангола (14,5 %), Конго (11,0 %), Уганда (0,4 %)                    |
| 6  | Шона                           | 7050                   | 4,25             | Зимбабве (76,7 %), Мозамбик (21,3 %), Ботсвана (1,8 %)                                    |
| 7  | Рунди                          | 6690                   | 4,04             | Бурунди (63,7 %), Конго (Заир) (17,9 %), Танзания (7,5 %), Уганда (6,7 %), Руанда (4,2 %) |
| 8  | Малави (чева, нсенга)          | 6520                   | 3,93             | Малави (57,5 %), Мозамбик (24,5 %), Замбия (13,0 %), Танзания (3,1 %)                     |
| 9  | Зулу                           | 6340                   | 3,82             | ЮАР (96,2 %), Лесото (2,7 %)                                                              |
| 10 | Луба                           | 5635                   | 3,40             | Конго (Заир) (99,4 %), Замбия (0,35 %), Танзания (0,18 %)                                 |
| 11 | Коса                           | 5610                   | 3,38             | ЮАР (99,8 %), Ботсвана (0,1 %)                                                            |
| 12 | Ибибио                         | 5020                   | 3,03             | Нигерия (99,6 %), Камерун (0,3 %), Экваториальная Гвинея (0,1 %)                          |
| 13 | Тсонга (шангаан)               | 4500                   | 2,71             | Мозамбик (68,9 %), ЮАР (24,4 %), Зимбабве (6,2 %)                                         |
| 14 | Ньямвези, сукума, ньятуру      | 4300                   | 2,59             | Танзания (99,9 %)                                                                         |
| 15 | Монго, тетела, ленгола, локеле | 4200                   | 2,53             | Конго (Заир) (99,9 %)                                                                     |
| 16 | Кикуйю                         | 4000                   | 2,41             | Кения (99,9 %)                                                                            |
| 17 | Тсвана                         | 3630                   | 2,19             | ЮАР (77,1 %), Ботсвана (21,0 %), Зимбабве (1,65 %)                                        |
| 18 | Суто                           | 3180                   | 1,92             | ЮАР (59,7 %), Лесото (39,9 %), Ботсвана (0,2 %)                                           |
| 19 | Лухья                          | 3180                   | 1,92             | Кения (81,8 %), Танзания (18,2 %)                                                         |
| 20 | Овимбунду                      | 3100                   | 1,87             | Ангола (99,9 %)                                                                           |
| 21 | Ганда                          | 2610                   | 1,57             | Уганда (99,6 %), Танзания (0,38 %)                                                        |
| 22 | Педи (северные суто)           | 2590                   | 1,56             | ЮАР (96,5 %), Зимбабве (3,1 %), Ботсвана (0,2 %)                                          |
| 23 | Фанг (пангве)                  | 2480                   | 1,50             | Камерун (72,7 %), Габон (16,0 %), Экваториальная Гвинея (11,0 %)                          |
| 24 | Бемба                          | 2250                   | 1,36             | Замбия (97,8 %), Танзания (2,2 %)                                                         |
| 25 | Тив                            | 2240                   | 1,35             | Нигерия (89,3 %), Камерун (10,7 %)                                                        |
| 26 | Камба                          | 2150                   | 1,30             | Кения (99,9 %)                                                                            |
| 27 | Суахили                        | 2060                   | 1,24             | Танзания (87,4 %), Мозамбик (4,85 %), Конго (Заир) (4,85 %), Малави (0,97 %)              |
| 28 | Яо (ваяо)                      | 1850                   | 1,12             | Малави (45,9 %), Танзания (27,0 %), Мозамбик (27,0 %)                                     |
| 29 | Банги, нгала                   | 1820                   | 1,10             | Конго (Заир) (98,9 %), Конго (1,1 %)                                                      |
| 30 | Амбунду                        | 1800                   | 1,09             | Ангола (99,9 %)                                                                           |
| 31 | Бамилике, видекум, бамум       | 1700                   | 1,03             | Камерун (99,9 %)                                                                          |
| 32 | Свази                          | 1440                   | 0,87             | ЮАР (63,9 %), Свазиленд (35,0 %), Мозамбик (0,35 %)                                       |

## Классификация
- Кордофанская семья включает более двух десятков небольших языков Судана, распадающихся на 4 ветви, родство между которыми строго не доказано: хейбан, талоди, рашад, катла. Языки тумтум (каду), включавшиеся Гринбергом в эту семью, ныне считаются отдельной семьёй, предположительно входящей в нило-сахарскую макросемью.
- Семья манде (центр Западного Судана) распадается на 3 ветви:
  - западную (7 групп с языками бамана, мандинка, дьюла, менде, банди, зиало, сусу, сонинке, бозо, ваи и др.),
  - восточную (южная и восточная группы с языками дан, тура, биса, боко и др.)
  - самого-бобо (язык бобо и группа самого).
- Атлантическая (западно-атлантическая) семья (крайний запад Африки) включает 7 ветвей (некоторые из них являются, возможно, отдельными семьями): северную (7 групп и много языков, в том числе фула, волоф, серер, буй, ньюн и др.), бак (манджак, пепель, манкань, балант и группа диола), лимба, налу, суа-форе-мботени, биджого и мель (4 группы с языками темне, буллом, киси, гола и др.)
- Иджоидная семья состоит из языка дефака и 9 языков группы иджо, которые распространены в дельте реки Нигер.
- Догонская семья состоит из нескольких близкородственных языков, распространённых на юго-востоке Мали.
- Вольта-конголезская семья (гипотеза, не общепризнана), включает в себя перечисленные ниже семьи.
- Семья кру (юг Либерии и юго-запад Кот-д'Ивуара) состоит из ядра, которое распадается на западную (11 языков, в том числе басса, клао) и восточную (23 языка, в том числе бете, бакве) ветви, и более отдаленно родственной ветви айзи (2-3 языка) и двух изолированных языков: куваа и сэмэ.
- Семья сенуфо, традиционно включалась в семью гур, хотя в последнее время предполагается, что она образует отдельную семью.
- Саваннская (гур-убангийская) семья, включает:
  - подсемью гур, или вольтийскую (восток Западного Судана, которая также состоит из ядра, которое распадается на северную (39 языков, в том числе языки мооре, моси, вала, дагомба, конкомба, мампруси) и южную (31 язык, в том числе груси, тем) ветви, и 6-8 небольших ветвей по 1-2 языка (в том числе гурманчема, кабье, барба).
  - адамава-убангийскую подсемью (уст. адамауа-восточная; юг Центрального Судана: от востока Нигерии до юго-запада Республики Судан)), которая делится на две подсемьи — адамава (6-8 ветвей, около 90 языков, в том числе мумуйе, тупури, мунданг) и убангийскую (5 ветвей, около 60 языков, в том числе занде, нгбака, банда, гбайя и креольский язык санго).
- Семья ква, или гвинейская (юг Западного Судана: от юга Кот-д'Ивуара до юга Бенина) — по данным середины XX в., включала более 80 языков, образующих около 9 ветвей: поту-тано (6 групп, ок. 40 языков, в том числе акан (чви-фанти), аброн, гуан, кробу, аньи, бауле, нзима), эга, га-дангме, атье, агнеби, авикам-алладиан, гбе (в том числе фон и эве), ка-того и на-того. В конце ХХ — начале XXI в. классификация языков ква была пересмотрена, многие перемещены в недавно выделенную семью вольта-нигерских языков, а оставшиеся получили название «семья новая ква».
- Бенуэ-конголезская семья — самая крупная в Африке как по числу языков (более 900) и говорящих на них, так и по охватываемой территории (от Бенина до Сомали и на юг до ЮАР). Эта семья делится прежде всего на две крупные подсемьи: западную (бывшие восточные ква) и восточную, которые возможно являются самостоятельными семьями.
  - Западные бенуэ-конго (в последних классификациях выделяются в отдельную вольта-нигерскую семью) состоят из 9 ветвей и включают такие крупные языки, как йоруба, игбо, идома, эдо.
  - Восточные бенуэ-конго делятся на ветви:
    - центрально-нигерийскую (кайнджи-платоидную; 13 групп, в том числе джукуноидную и кайнджи, и более 70 языков),
    - кросс-риверскую (ок. 70 яз., вкл. язык эфик, или ибибио),
    - язык укаан
    - бантоидную (более 600 яз.), включающую около 14 групп и такие языки, как тив, бамилеке, бамум, джарава, тикар, экоидные. Одной из групп являются языки банту, включающие около 500 яз., в том числе суахили, лингала, руанда, конго, рунди, зулу, коса и многие другие.